# Terneuzen
Terneuzen es una localidad y un municipio de la provincia de Zelanda, en los Países Bajos. Está situado en pleno Flandes zelandés. Con cerca de 55 000 habitantes, es el municipio más poblado de Zelanda.
La ciudad fue dotada de un canal que la unía con Gante.

## Localidades
- Axel (8 274)
- Biervliet (1 671)
- Hoek (3 000)
- Koewacht (2 700)
- Overslag (250)
- Philippine (2 200)
- Sas van Gent (4 000)
- Sluiskil (2 700)
- Spui (300)
- Terneuzen (24 150)
- Westdorpe (2 028)
- Zaamslag (3 018)
- Zandstraat (379)
- Zuiddorpe (1 000)

## Historia
La actual capital municipal fue fortificada por las tropas españolas en 1575, siendo ocupada por las tropas neerlandesas en 1583, junto con Biervliet.
Otras partes del municipio no serían tomadas como Sas Van Gent en 1644 o Zuiddorpe hasta 1646, después del asedio de Hulst.

## Demografía
La pirámide de población en 2008 presentaba este aspecto: